# STS-51-A
STS-51-A (Space Transportation System-51-A) var Discoverys syvende rumfærge-mission.
Opsendt 8. november 1984 og vendte tilbage den 16. november 1984.
Missionens hovedformål var at sætte to kommunikationssatellitter Anik D2 og Leasat I i kredsløb og bringe to andre Palapa B-2 og Westar 6 tilbage til jorden.

## Besætning
- Frederick Hauck (kaptajn)
- David M. Walker (pilot)
- Anna Fisher (1. missionsspecialist)
- Dale Gardner (2. missionsspecialist)
- Joseph Allen (3. missionsspecialist)

## Missionen
Hovedartikler: